# Córdoba Open 2019 - Qualificazioni singolare
Le qualificazioni del singolare del Córdoba Open 2019 sono state un torneo di tennis preliminare per accedere alla fase finale della manifestazione. I vincitori dell'ultimo turno sono entrati di diritto nel tabellone principale. In caso di ritiro di uno o più giocatori aventi diritto a questi sono subentrati i lucky loser, ossia i giocatori che hanno perso nell'ultimo turno ma che avevano una classifica più alta rispetto agli altri partecipanti che avevano comunque perso nel turno finale.

## Teste di serie
1. Paolo Lorenzi (ultimo turno, lucky loser)
2. Marco Trungelliti (primo turno)
3. Hugo Dellien (ultimo turno, lucky loser)
4. Casper Ruud (primo turno)

1. Facundo Bagnis (qualificato)
2. Gianluigi Quinzi (ultimo turno)
3. Alessandro Giannessi (qualificato)
4. Andrej Martin (qualificato)

## Qualificati
1. Alessandro Giannessi
2. Pedro Cachín

1. Andrej Martin
2. Facundo Bagnis

### Lucky loser
1. Paolo Lorenzi

1. Hugo Dellien

## Tabellone

### Legenda
| - Q = Qualificato - WC = Wild card - LL = Lucky loser | - ALT = Alternate - SE = Special Exempt - PR = Protected Ranking | - w/o = Walkover - r = Ritirato - d = Squalificato |

### Sezione 1
|  | Primo turno | Primo turno          | Primo turno | Primo turno | Primo turno |  |  | Ultimo turno | Ultimo turno         | Ultimo turno | Ultimo turno | Ultimo turno |  |
|  |             |                      |             |             |             |  |  |              |                      |              |              |              |  |
|  | 1           | Paolo Lorenzi        | 3           | 6           | 6           |  |  |              |                      |              |              |              |  |
|  |             | Facundo Argüello     | 6           | 3           | 4           |  |  | 1            | Paolo Lorenzi        | 7            | 4            | 6(5)         |  |
|  | WC          | Facundo Díaz Acosta  | 6(4)        | 2           | r           |  |  | 7            | Alessandro Giannessi | 6(3)         | 6            | 7            |  |
|  | 7           | Alessandro Giannessi | 7           | 1           |             |  |  |              |                      |              |              |              |  |

### Sezione 2
|  | Primo turno | Primo turno       | Primo turno       | Primo turno | Primo turno |  |  | Ultimo turno | Ultimo turno     | Ultimo turno     | Ultimo turno | Ultimo turno |  |
|  |             |                   |                   |             |             |  |  |              |                  |                  |              |              |  |
|  | 2           | Marco Trungelliti | Marco Trungelliti | 5           | 3           |  |  |              |                  |                  |              |              |  |
|  |             | Pedro Cachín      | Pedro Cachín      | 7           | 6           |  |  |              | Pedro Cachín     | Pedro Cachín     | 6            | 7            |  |
|  |             | Andrea Collarini  | 6                 | 4           | 1           |  |  | 6            | Gianluigi Quinzi | Gianluigi Quinzi | 3            | 5            |  |
|  | 6           | Gianluigi Quinzi  | 4                 | 6           | 6           |  |  |              |                  |                  |              |              |  |

### Sezione 3
|  | Primo turno | Primo turno         | Primo turno         | Primo turno | Primo turno |  |  | Ultimo turno | Ultimo turno  | Ultimo turno | Ultimo turno | Ultimo turno |  |
|  |             |                     |                     |             |             |  |  |              |               |              |              |              |  |
|  | 3           | Hugo Dellien        | Hugo Dellien        | 6           | 6           |  |  |              |               |              |              |              |  |
|  | WC          | Francisco Cerúndolo | Francisco Cerúndolo | 4           | 3           |  |  | 3            | Hugo Dellien  | 6(4)         | 7            | 5            |  |
|  |             | Federico Gaio       | Federico Gaio       | 3           | 1           |  |  | 8            | Andrej Martin | 7            | 6(3)         | 7            |  |
|  | 8           | Andrej Martin       | Andrej Martin       | 6           | 6           |  |  |              |               |              |              |              |  |

### Sezione 4
|  | Primo turno | Primo turno     | Primo turno     | Primo turno | Primo turno |  |  | Ultimo turno | Ultimo turno   | Ultimo turno   | Ultimo turno | Ultimo turno |  |
|  |             |                 |                 |             |             |  |  |              |                |                |              |              |  |
|  | 4           | Casper Ruud     | Casper Ruud     | 5           | 4           |  |  |              |                |                |              |              |  |
|  |             | Federico Coria  | Federico Coria  | 7           | 6           |  |  |              | Federico Coria | Federico Coria | 4            | 4            |  |
|  |             | Marcelo Arévalo | Marcelo Arévalo | 2           | 4           |  |  | 5            | Facundo Bagnis | Facundo Bagnis | 6            | 6            |  |
|  | 5           | Facundo Bagnis  | Facundo Bagnis  | 6           | 6           |  |  |              |                |                |              |              |  |